# Harpertown
Harpertown era il successore del core Clovertown alla base dei sistemi biprocessore Intel Xeon DP, arrivato sul mercato il 12 novembre 2007. Questa CPU portava con sé anche la nuova piattaforma Stoakley, successiva alla precedente Bensley, e basata sul chipset Seaburg.

## Il primo progetto
Inizialmente si era ipotizzato che si trattasse di una particolare versione del core Woodcrest costruito a 45 nm invece degli originali 65 nm; in questo caso avrebbe dovuto trattarsi di un semplice die shrink di Woodcrest, ovvero non avrebbe dovuto apportare al suo interno modifiche di rilievo rispetto all'originale core Woodcrest ed essere quindi ancora un dual core costruito mediante un approccio a Die Monolitico.
Informazioni successive lo identificavano invece con un processore da ben 8 core dotati di una cache L2 complessiva di 12 MB. Dato l'allora previsto anno per l'arrivo sui mercati, vale a dire tra la fine del 2008 e il 2009, questa ultima versione sembrava essere quella più accreditata.

## Caratteristiche tecniche

### Processo produttivo
Ai primi di maggio 2007, una dichiarazione di Intel relativa ai propri progetti a 45 nm, inquadrava Harpertown come un processore a "soli" 4 core ma con la stessa dotazione di cache L2 da 12 MB, in arrivo però un anno prima di quanto precedentemente annunciato. Non è da escludere che l'idea iniziale di inserire 8 core non fosse totalmente infondata, ma che semplicemente i progettisti si siano dovuti scontrare con difficoltà produttive e di smaltimento del calore e si siano quindi accontentati di un più tradizionale quad core costruito mediante un approccio ibrido, unendo cioè 2 core dual core (realizzati a Die Monolitico) su un unico package mediante un approccio a Die Doppio). Il socket è rimasto il tradizionale 771 utilizzato anche dal predecessore, mentre sono state rese disponibili versioni con bus fino a 1600 MHz.
Il nuovo quantitativo di cache L2 e le altre migliorie introdotte nell'architettura Core grazie a tutta la nuova famiglia di CPU a 45 nm, hanno fatto aumentare di circa il 33% il numero di transistor di Harpertown rispetto a Clovertown, portandolo da 582 milioni a ben 820 milioni, ma grazie al nuovo processo produttivo, la superficie totale è diminuita del 25% passando da 286 mm² a soli 214 mm², consentendo quindi di migliorare ulteriormente la resa produttiva.

#### Sfruttamento della cache L2
Nei processori dual core e multi core si pone il problema di come sfruttare la grande dotazione di cache L2 e come gestirne l'accesso da parte dei vari core. I vari approcci produttivi cui si è accennato poco sopra sono solo alcuni degli approcci possibili nella realizzazione, e ognuno di questi comporta pro e contro relativamente ai metodi di fruizione di questa preziosa memoria aggiuntiva. Buona parte di questi aspetti è evidenziata nella voce Architettura dual core#Architettura della cache condivisa, in cui si fa riferimento anche ad altri processori che sfruttano i differenti approcci.

### Tecnologie implementate
Tra le tecnologie implementate si ritrovavano tutte quelle presenti anche negli altri processori a 45 nm, vale a dire: MMX, SSE, SSE2, SSE3, XD-bit e EM64T. Sono state implementate anche la tecnologia Vanderpool e le nuove istruzioni SSE4 oltre alle altre migliorie previste dalla revisione a 45 nm dell'architettura Core. Più precisamente sono state implementate solo 47 delle 54 istruzioni previste dal set SSE4 vero e proprio e per questo motivo Intel indica le nuove istruzioni inserite nelle evoluzioni a 45 nm dell'architettura Core, come SSE4.1 (dove.1 indica la prima versione); l'intero set delle istruzioni, indicato come SSE4.2 verrà incorporato solo nella futura architettura Nehalem, successiva alla Core.
Non è invece implementata la tecnologia Hyper-Threading, abbandonata da Intel, in tutti i processori appartenenti all'architettura Intel Core Microarchitecture.

## Prestazioni a confronto con il predecessore
Secondo Intel una CPU Harpertown con BUS a 1600 MHz è in grado di fornire una velocità più elevata del 45% nelle applicazioni che fanno un uso intensivo dell'ampiezza di banda, e del 25% rispetto ai server che utilizzano Java, ovviamente a confronto con il precedente processore Xeon quad core di punta, l'X5355, basato su core Clovertown.

## Prezzi dei vari modelli al lancio
Continuando con la serie 5xxx introdotta con gli Xeon DP Dempsey (serie 50xx) e proseguita con i Woodcrest (serie 51xx) e Clovertown (serie 53xx), il nome commerciale di Harpertown è Xeon DP serie 54xx. Di seguito i prezzi che i vari modelli presentati avevano al momento del lancio sul mercato l'11 novembre 2007:
- Xeon DP X5460 - 1172 $
- Xeon DP X5450 - 851 $
- Xeon DP E5450 - 915 $
- Xeon DP E5440 - 690 $
- Xeon DP E5430 - 455 $
- Xeon DP E5420 - 316 $
- Xeon DP E5410 - 256 $
- Xeon DP E5405 - 209 $

Sono stati presentati anche modelli con BUS a 1600 MHz:
- Xeon DP X5472 - 1279 $
- Xeon DP X5472 - 958 $
- Xeon DP E5472 - 1022 $
- Xeon DP E5462 - 797 $

Il 25 marzo 2008 sono arrivate anche le versioni LV (Low Voltage) a voltaggio ridotto:
- Xeon DP L5420 - 380 $
- Xeon DP L5410 - 320 $
- Xeon DP L5408

Infine, l'8 settembre 2008 sono stati presentati anche i seguenti modelli:
- Xeon DP X5492 - 1493 $
- Xeon DP X5470 - 1386 $
- Xeon DP L5430 - 562 $

### Variante dual core di Harpertown: Wolfdale DP
Intel ha presentato anche alcune varianti dual core di Harpertown, che si è poi saputo essere basate sul core Wolfdale DP, ovvero la variante per i server biprocessore del modello desktop Wolfdale.

## Modelli
La tabella seguente mostra i modelli di Xeon DP, basati su core Harpertown, arrivati sul mercato. Molti di questi condividono caratteristiche comuni pur essendo basati su diversi core; per questo motivo, allo scopo di rendere maggiormente evidente tali affinità e "alleggerire" la visualizzazione alcune colonne mostrano un valore comune a più righe. Di seguito anche una legenda dei termini (alcuni abbreviati) usati per l'intestazione delle colonne:
- Nome Commerciale: si intende il nome con cui è stato immesso in commercio quel particolare esemplare.
- Data: si intende la data di immissione sul mercato di quel particolare esemplare.
- Socket: lo zoccolo della scheda madre in cui viene inserito il processore. In questo caso il numero rappresenta oltre al nome anche il numero dei pin di contatto.
- N°Core: si intende il numero di core montati sul package: 1 se "single core" o 2 se "dual core".
- Clock: la frequenza di funzionamento del processore.
- Molt.: sta per "Moltiplicatore" ovvero il fattore di moltiplicazione per il quale bisogna moltiplicare la frequenza di bus per ottenere la frequenza del processore.
- Pr.Prod.: sta per "Processo produttivo" e indica tipicamente la dimensione dei gate dei transistors (180 nm, 130 nm, 90 nm) e il numero di transistor integrati nel processore espresso in milioni.
- Voltag.: sta per "Voltaggio" e indica la tensione di alimentazione del processore.
- Watt: si intende il consumo massimo di quel particolare esemplare.
- Bus: frequenza del bus di sistema.
- Cache: dimensione delle cache di 1º e 2º livello.
- XD: sta per "XD-bit" e indica l'implementazione della tecnologia di sicurezza che evita l'esecuzione di codice malevolo sul computer.
- 64: sta per "EM64T" e indica l'implementazione della tecnologia a 64 bit di Intel.
- HT: sta per "Hyper-Threading" e indica l'implementazione della esclusiva tecnologia Intel che consente al sistema operativo di vedere 2 core logici.
- ST: sta per "SpeedStep Technology" ovvero la tecnologia di risparmio energetico sviluppata da Intel e inserita negli ultimi Pentium 4 Prescott serie 6xx per contenere il consumo massimo.
- VT: sta per "Vanderpool Technology", la tecnologia di virtualizzazione che rende possibile l'esecuzione simultanea di più sistemi operativi differenti contemporaneamente.

| Nome Commerciale | Data        | Socket | N°Core | Clock    | Molt. | Pr.Prod.       | Voltag. | Watt  | Bus      | Cache              | XD | 64 | HT | ST | VT |
| ---------------- | ----------- | ------ | ------ | -------- | ----- | -------------- | ------- | ----- | -------- | ------------------ | -- | -- | -- | -- | -- |
| Xeon DP E5405    | 12/nov/2007 | 771    | 4      | 2 GHz    | 6x    | 45 nm 820 mil. | 1,21 V  | 80 W  | 1333 MHz | L1=4x64KB L2=2x6MB | Sì | Sì | No | Sì | Sì |
| Xeon DP E5410    | 12/nov/2007 | 771    | 4      | 2,33 GHz | 7x    | 45 nm 820 mil. | 1,21 V  | 80 W  | 1333 MHz | L1=4x64KB L2=2x6MB | Sì | Sì | No | Sì | Sì |
| Xeon DP E5420    | 12/nov/2007 | 771    | 4      | 2,5 GHz  | 7,5x  | 45 nm 820 mil. | 1,21 V  | 80 W  | 1333 MHz | L1=4x64KB L2=2x6MB | Sì | Sì | No | Sì | Sì |
| Xeon DP E5430    | 12/nov/2007 | 771    | 4      | 2,66 GHz | 8x    | 45 nm 820 mil. | 1,21 V  | 80 W  | 1333 MHz | L1=4x64KB L2=2x6MB | Sì | Sì | No | Sì | Sì |
| Xeon DP E5440    | 12/nov/2007 | 771    | 4      | 2,83 GHz | 8,5x  | 45 nm 820 mil. | 1,21 V  | 80 W  | 1333 MHz | L1=4x64KB L2=2x6MB | Sì | Sì | No | Sì | Sì |
| Xeon DP E5450    | 12/nov/2007 | 771    | 4      | 3 GHz    | 9x    | 45 nm 820 mil. | 1,21 V  | 80 W  | 1333 MHz | L1=4x64KB L2=2x6MB | Sì | Sì | No | Sì | Sì |
| Xeon DP X5450    | 12/nov/2007 | 771    | 4      | 3 GHz    | 9x    | 45 nm 820 mil. | 1,21 V  | 120 W | 1333 MHz | L1=4x64KB L2=2x6MB | Sì | Sì | No | Sì | Sì |
| Xeon DP X5460    | 12/nov/2007 | 771    | 4      | 3,16 GHz | 9,5x  | 45 nm 820 mil. | 1,21 V  | 120 W | 1333 MHz | L1=4x64KB L2=2x6MB | Sì | Sì | No | Sì | Sì |
| Xeon DP E5462    | 12/nov/2007 | 771    | 4      | 2,8 GHz  | 7x    | 45 nm 820 mil. | 1,21 V  | 80 W  | 1600 MHz | L1=4x64KB L2=2x6MB | Sì | Sì | No | Sì | Sì |
| Xeon DP E5472    | 12/nov/2007 | 771    | 4      | 3 GHz    | 7,5x  | 45 nm 820 mil. | 1,21 V  | 80 W  | 1600 MHz | L1=4x64KB L2=2x6MB | Sì | Sì | No | Sì | Sì |
| Xeon DP X5472    | 12/nov/2007 | 771    | 4      | 3 GHz    | 7,5x  | 45 nm 820 mil. | 1,21 V  | 120 W | 1600 MHz | L1=4x64KB L2=2x6MB | Sì | Sì | No | Sì | Sì |
| Xeon DP X5482    | 12/nov/2007 | 771    | 4      | 3,2 GHz  | 8x    | 45 nm 820 mil. | 1,21 V  | 150 W | 1600 MHz | L1=4x64KB L2=2x6MB | Sì | Sì | No | Sì | Sì |
| Xeon DP X5470    | 8/set/2008  | 771    | 4      | 3,33 GHz | 10x   | 45 nm 820 mil. | 1,21 V  | 120 W | 1333 MHz | L1=4x64KB L2=2x6MB | Sì | Sì | No | Sì | Sì |
| Xeon DP X5492    | 8/set/2008  | 771    | 4      | 3,4 GHz  | 8,5x  | 45 nm 820 mil. | 1,21 V  | 150 W | 1600 MHz | L1=4x64KB L2=2x6MB | Sì | Sì | No | Sì | Sì |
| Xeon DP L5408    | 25/mar/2008 | 771    | 4      | 2,13 GHz | 8x    | 45 nm 820 mil. | N.A.    | 40 W  | 1066 MHz | L1=4x64KB L2=2x6MB | Sì | Sì | No | Sì | Sì |
| Xeon DP L5410    | 25/mar/2008 | 771    | 4      | 2,33 GHz | 7x    | 45 nm 820 mil. | N.A.    | 50 W  | 1333 MHz | L1=4x64KB L2=2x6MB | Sì | Sì | No | Sì | Sì |
| Xeon DP L5420    | 25/mar/2008 | 771    | 4      | 2,5 GHz  | 7,5x  | 45 nm 820 mil. | N.A.    | 50 W  | 1333 MHz | L1=4x64KB L2=2x6MB | Sì | Sì | No | Sì | Sì |
| Xeon DP L5430    | 8/set/2008  | 771    | 4      | 2,66 GHz | 8x    | 45 nm 820 mil. | N.A.    | 50 W  | 1333 MHz | L1=4x64KB L2=2x6MB | Sì | Sì | No | Sì | Sì |

Nota: la tabella soprastante è un estratto di quella completa contenuta nella pagina dello Xeon.

## Il successore
Il successore di Harpertown è Gainestown, il primo Xeon DP basato sull'architettura Nehalem; è ancora un processore a 4 core ma viene prodotto non mediante un approccio ibrido, ma direttamente con i 4 core su un Die Monolitico e integra il controller della memoria RAM, come del resto tutti i prodotti della nuova architettura; il suo arrivo sul mercato si è avuto il 30 marzo 2009.